# Saint-Georges-de-Didonne
Saint-Georges-de-Didonne é uma comuna francesa localizada no departamento de Charente-Maritime na região administrativa da Nova Aquitânia, no sudoeste da França.